# Psychose hallucinatoire chronique
 Mise en garde médicale
La psychose hallucinatoire chronique (ou PHC) est une affection psychiatrique. Il s'agit d'un délire chronique survenant à un âge avancé. Le mécanisme principal est hallucinatoire. La nosologie française envisage sous le terme de délire chronique un groupe complexe d'états délirants chronique qui se différencie du groupe des schizophrénies par l'absence de dissociation.

## Histoire
En France ainsi qu'en Europe, elle est considérée comme un trouble autonome distinct des autres troubles délirants. Le psychiatre Gilbert Ballet la décrit en 1911. Il propose de l'individualiser lorsque le terrain n'est pas prédisposé et que le délire chronique est soutenu par des hallucinations mono ou plurisensorielles. Gaêtan de Clérembault va étayer le choix de G. Ballet en multipliant, de 1920 à 1924, les descriptions de l'automatisme mental.
Les Américains ne lui reconnaissent pas de spécificité et le classent dans la catégorie troubles délirants persistants, avec la paranoïa et la paraphrénie ou bien dans le groupe des schizophrénies (« schizophrénie d'apparition tardive » ou en anglais : « late onset schizophrenia ») (DSM). Pourtant, il n'y a pas de syndrome dissociatif dans la psychose hallucinatoire chronique.

## Tableau clinique
Le délire est chronique (plus de six mois). Il touche plus souvent les femmes (sept femmes pour un homme). Les personnes sont souvent isolées. Par définition la personne est âgée. Les thèmes sont multiples. Les thèmes de persécution sont fréquents. Il existe des hallucinations touchant les cinq sens. Un automatisme mental peut également être diagnostiqué. Dans ce syndrome décrit par de Clérambault, le sujet a l'impression que des personnes lui imposent des pensées ou peuvent lire dans ses pensées. Il peut être idéo-verbal, idéo-moteur ou idéo-sensitif. Il n'existe pas de syndrome dissociatif.
D'après l'école américaine, la schizophrénie d'apparition tardive se réfère à des épisodes délirants qui apparaissent à un âge de 40 à 64 ans. La schizophrénie d'apparition très tardive se réfère à des épisodes délirants qui apparaissent après 65 ans,. Il est estimé que 15 % de la population avec une schizophrénie est d'apparition tardive et 5 % d'apparition très tardive,.

### La Phase d'état: le syndrome d'Automatisme mental (de Clérambault)
L'automatisme mental désigne l'échappement hors du contrôle de la volonté du sujet d'une partie de sa pensée. Cette pensée, autonome, rend le patient passif à son égard. Le patient exprime une perte de contrôle de sa vie psychique (qui fonctionne de façon autonome et automatique) :
- Automatisme idéo-verbal : écho de la pensée, de la lecture ou de l'écriture : le patient entend une voix qui répète sa propre pensée, à mesure qu'elle se déroule. Parfois l'écho précède la pensée (pensée devancée)
- Automatisme moteur : hallucinations psychomotrices faites de mouvements  imposés comme des impulsions motrices ou d'articulation verbales forcées.
- Automatisme sensitif : hallucinations psychosensorielles visuelles, gustatives, olfactives et cénesthésiques constituant un parasitisme des perceptions normales. Leur caractère peut être voluptueux ou douloureux.

Pour G. de Clérambault, l'ensemble de ces trois automatismes constitue « Le grand automatisme mental ». Son contenu est souvent désobligeant, insultant, ironique, menaçant, plus rarement élogieux. Vol et devinement de la pensée : le patient ressent alors l'intrusion d'un Autre dans sa pensée. 

## Signes et symptômes
Plusieurs des symptômes de la schizophrénie d'apparition tardive sont similaires de la schizophrénie d'apparition précoce. Cependant ces individus sont plus sujets à rapporter : 
- des hallucinations visuelles, tactiles ou olfactives ;
- des idées de persécution ;
- des délires de séparation, de morcellement ;
- des commentaires à la troisième personne, ininterrompus : « Il pense qu'il a faim et que [...] »
- des hallucinations auditives accusatrices ou grossières ;

Cependant, le clinicien trouve moins souvent, :
- un trouble du cours de la pensée ;
- une diminution de l'affectivité ;
- un syndrome paranoïaque.

Dans les schizophrénies d'apparition très tardive on retrouve plus souvent, :
- moins de troubles du cours de la pensée ou de troubles cognitifs ;
- moins de symptômes négatifs (diminution du discours, de la capacité émotionnelle et de la motivation).

## Diagnostic différentiel
- Schizophrénie paranoïde, d'apparition classique plus précoce. On note la présence de signes dissociatifs avec impénétrabilité et incohérence des thèmes du délire et des propos. L'inadaptation socio- professionnelle est au premier plan ;
- Syndrome de Charles Bonnet avec des hallucinations critiquées lié à un déficit visuel ;
- Démence, évolution progressive avec troubles cognitifs. On peut retrouver des anomalies à l'imagerie cérébrale ;
- Syndrome confusionnel évolution courte, iatrogénie fréquente, caractère fluctuant des symptômes. L'obnubilation, la désorientation temporo-spatiale et le retentissement somatique sont au premier plan ;
- Bouffée délirante aiguë, les hallucinations auditives sont mobiles, variables et incohérentes, l'automatisme mental est au second plan. Les thèmes sont plus nombreux et enchevêtrés ;
- Paranoïa, ne présente pas d'automatisme mental ;
- Mythomanie donne toujours une image favorable de lui-même.

## Examens complémentaires
Le diagnostic positif est clinique. Un bilan de démence peut être nécessaire (évaluation cognitive ; test du MMS, élimination de la iatrogénie, TDM cérébral ou IRM cérébrale, dosages de TSH, vitamines B9, B12 et selon les cas sérologies de Lyme, VIH, syphilis).

## Évolution
Elle se fait de manière fluctuante, avec des moments de rémission relative suivis de crises d'Automatisme mental avec conservation de la lucidité et des capacités intellectuelles (délire partiel). La vie mentale est envahie par des mécanismes imaginatifs aboutissant à une rupture de plus en plus grande avec la réalité et un lourd bilan sur le plan personnel et social.

## Traitements
Il n'existe pas de traitement curatif.  Cependant, un traitement médicamenteux symptomatique peut être administré. Ces traitements permettent des rémissions ou des atténuations symptomatiques significatives et parfois prolongées. Il s'agit de traitements neuroleptiques (par exemple : halopéridol, olanzapine, risperidone).
Une psychothérapie de soutien peut être associée, complétée éventuellement par une psychothérapie cognitivo-comportementale pour gérer certains épisodes aigus, et aider le patient à mieux comprendre et mieux anticiper les moments délirants avec de la psychoéducation. On peut proposer une information avec l'accord du patient de la famille pour lui permettre de mieux comprendre et de gérer la maladie, les risques et les facteurs déclenchants de décompensation, les effets indésirables des traitements.
Prise en charge sociale : soutien aux aidants, protection judiciaire (sauvegarde de justice, tutelle ou curatelle), aides à domicile, EHPAD.

### Filmographie
- Psychose hallucinatoire chronique. Séméiologie psychiatrique : une série de films d'enseignement, film réalisé par Éric Duvivier, ScienceFilm (prod.) ; CNASM (éd.), Lorquin, 2005, noir et blanc, 10 min 25 s (DVD)